# Проксі-війна
«Проксі-війна» (англ. proxy war) — збройний конфлікт за опосередкованої участі третьої сторони, метою якої є вплив на стратегічний результат на свою користь. Для проксі-війни характерне існування прямих довгострокових відносин між зовнішніми акторами та сторонами, що безпосередньо беруть участь у конфлікті. Такі відносини зазвичай передбачають фінансування, надання збройної підтримки чи інших форм матеріальної допомоги для підтримки військових зусиль сторін конфлікту.
Проксі-війни були стандартним виглядом конфлікту під час холодної війни, коли дві ядерні наддержави — СРСР і США уникали безпосереднього зіткнення, що загрожувало ескалацією ядерної війни. До проксі-воєн часто відносять Корейську, В'єтнамську, Ангольську, Афганську війни.
Менші держави часто використовують для проксі-воєн не регулярні уряди і армії, а різного роду незаконні збройні формування, банди, революційні і терористичні групи. Так, найбільша проксі-війна з часів закінчення холодної війни — Друга конголезька війна, в якій уряди Демократичної республіки Конго, Уганди і Руанди використовували в своїх цілях нерегулярні збройні загони, між якими власне і йшов конфлікт. Пакистан в конфлікті з Індією навколо Кашміру також використовує групи бойовиків, а не свою регулярну армію, обходячись без оголошення війни. Приклад недавньої проксі-війни — Ліванська війна 2006 року, коли регулярна армія Лівану так і не вступила в бій з ізраїльтянами, які активно бомбили багато міст Лівану, а також розгорнули наступальну операцію в прикордонній території Лівану проти угруповання Хезболла.